# La caja de los diez cerrojos
La caja de los diez cerrojos es una historieta publicada en 1971 del autor cómics español Francisco Ibáñez, perteneciente a la serie Mortadelo y Filemón.

## Trayectoria editorial
La historieta se publicó por primera vez de forma seriada en la revista Mortadelo en los números del 20 (12-4-1971) al 30 (14-6-1971), siendo estos los títulos que llevaron cada uno de los capítulos:
- La caja de los diez cerrojos
- Entre los indios de Idaho, los del plumón “colorao”
- Por el desierto ardoroso, cual la fiebre de un griposo
- Llegan al polo el día siete, con más frío que en Albacete
- Buscan la llave en el Congo, como aquél que busca un hongo
- Hallarán el quinto llavín, muy cerquita de Pekín
- Arman un bollo diurno, con un cohete “Saturno”
- Otra llave han encontrado, en el océano mojado
- En la India misteriosa, ¡les ocurre cada cosa!
- Villarebuzno de Abajo, un pueblecito bestiajo
- Y por fin abren la caja, llave a llave, que no es paja

Más tarde se editó en formato álbum en el n.º 11 de la colección Ases del humor, el número 102 de la Colección Olé y es una de las historietas que forman el volumen 21 del Súper Humor.

## Sinopsis

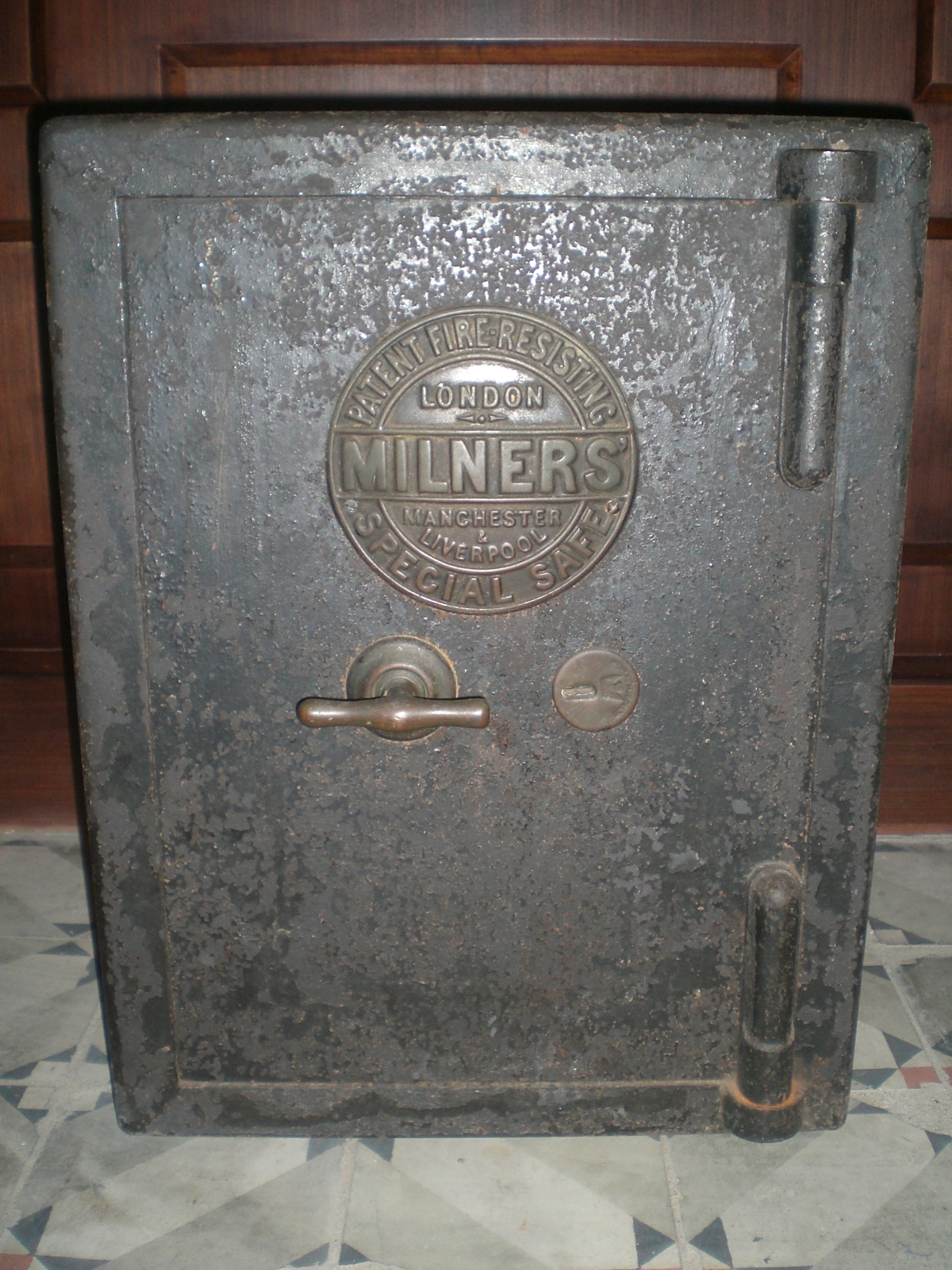
Mortadelo y Filemón han de encontrar las diez llaves que abren una caja fuerte.

En esta ocasión, Mortadelo y Filemón deben abrir una caja fuerte en cuyo contenido un multimillonario empleó toda su fortuna, desconociendo los efectivos de la T.I.A. de qué se trata tan preciado objeto. La caja está blindada, por lo que es imposible de abrir si no es a través de diez cerrojos, cuyas llaves están ocultas en los rincones más insospechados del mundo desde el Congo a la Luna (Que al final resulta que es el nombre de un bar que está en la calle de Mortadelo y Filemón), de manera que la misión de los agentes consiste en ir recuperando las llaves una a una.
Al final de la caja sale disparada una marioneta gigante por lo que, creyendo que ha sido todo una tomadura de pelo, la tiran al mar bastante chafados. La última viñeta muestra la caja en el fondo del mar con la cabeza de la marioneta rota, la cual contenía dentro un diamante gigantesco del que no se habían percatado.

## Influencias y legado
El gag de pasar por encima de unos hipopótamos confundiéndolos con piedras había aparecido en la historieta Le gorille a bonne mine (La mina y el gorila) de Spirou y Fantasio en 1956., ese gag se repite en la historieta La litrona... ¡vaya mona!
Ésta es la primera historieta de Mortadelo y Filemón en la que vemos un esquema que repetirá en aventuras posteriores; el de los agentes teniendo que recuperar diez MacGuffins distintos en diferentes lugares. Otros ejemplos de esta técnica son Los diamantes de la gran duquesa (1972), El plano de Alí-gusa-no (1974) o El caso del calcetín (1976).
El único concursante en llevarse los 50 millones de pesetas del concurso televisivo 50 x 15 acertó una de las preguntas finales, quienes eran los hotentotes, gracias a haber leído en esta historieta la contraseña "esos tipos con bigote tienen cara de hotentote".

### En otros medios
- En la película realizada con actores de carne y hueso La gran aventura de Mortadelo y Filemón puede verse al Súper montando en un caballito de madera, igual que en el cómic.[6]